# Área metropolitana del Piedemonte Amazónico
El Área metropolitana del Piedemonte Amazónico es una conurbación colombiana de facto; integrada por su capital Florencia, y por los municipios periféricos como La Montañita y Morelia pertenecientes todos al departamento del Caquetá. Su núcleo económico y político es también el municipio de Florencia

## Integración del área metropolitana
Si bien el área aún no está configurada legalmente, está reconocida por el gobierno colombiano. La conformarían los siguientes municipios:
| Florencia                                  | 2292 | 178.640 |
| La Montañita                               | 1484 | 14.692  |
| Morelia                                    | 465  | 3747    |
| Total                                      | 4241 | 197.079 |
| Estimación para 2023 realizado por el DANE |      |         |